# اماسیویک
اماسیویک (به لاتین: Ammassivik) یک روستا در گرینلند است که در Kujalleq واقع شده‌است.

## خصوصیات
اماسیویک ۷۴ نفر جمعیت دارد.